# رود استرلنا
رود استرلنا (انگلیسی: Strelna) یک رودخانه در استان مورمانسک کشور روسیه است.